# Интернационала
Интернационала (фр. L'Internationale) је најпознатија радничка, социјалистичка, комунистичка и анархистичка песма и једна од најпознатијих песама на свету.
Оригиналне речи (на француском) написао је 1870. године Ежен Потје (1816–1887, касније члан Париске комуне). Пјер Дегејтер (1848–1932) написао је музику за песму 1888. и те године први пут је изведена на прослави социјалистичког удружења новинара у Лиону; отад се шири и пева међу француским радницима, a 1899. постаје химна француских социјалиста. (Оригинално је требало да буде певана на музику Марсељезе.)
Интернационала је постала химна међународног револуционарног социјализма и преведена је на многе језике. У многим европским земљама песма је почетком 20. века била забрањивана због стихова који позивају на рушење власти. Традиционално се пева са стиснутом десном шаком подигнутом уз слепоочницу.
Руска верзија Интернационале служила је као химна Совјетског Савеза од 1917. до 1944. када је замењена Химном Совјетског Савеза и постала је партијска химна КПСС. Прва руску верзију превео је Аркадиј Јаковљевич Коц 1902. године и састојала се од 3 строфе и рефрена. Касније је проширена и поново препевана.
Интернационалу певају не само комунисти него (у многим земљама) и социјалисти, социјалдемократи и анархисти. Певана је и за време студентских и радничких демонстрација 1989. године на тргу Тјенанмен. Песма се изводи на почетку сваког заседања ЦК КП Кине.
После Другог светског рата Интернационала је дуго била одјавна песма Радио Београда (пошто тада радио није радио 24 сата дневно већ се програм прекидао у поноћ, да би започео у 4 часова). Такође сигнал од неколико тонова је био знак Радио Београда и обично се пуштао који минут пре целог сата.
Интернационала је била и свечана песма Савеза комуниста Југославије.
Интернационала је и међународно удружење радника. Током 19. и 20. века било их је три.

## Оригинални француски стихови
| Француски стихови | српски превод |
| Прва строфа | Прва строфа |
| --- | --- |
| Debout, les damnés de la terre Debout, les forçats de la faim La raison tonne en son cratère C'est l'éruption de la fin Du passé faisons table rase Foules, esclaves, debout, debout Le monde va changer de base Nous ne sommes rien, soyons tout \|: C'est la lutte finale Groupons-nous, et demain L'Internationale Sera le genre humain :\|                        | Устајте сви на земљи клети, Сви сужњи које мори глад! Неправди разум сад се свети, Тутњи већ и село и град. Нек тиранство сруши наша снага, Безбројно робље сад устај! Нек свету старом нема трага, Свој беди сутра биће крај! \|: То ће бити последњи и Одлучни тешки бој, Интернационала Нек буде људски род! :\| |
| Друга строфа | |
| Il n'est pas de sauveurs suprêmes Ni Dieu, ni César, ni tribun Producteurs, sauvons-nous nous-mêmes Décrétons le salut commun Pour que le voleur rende gorge Pour tirer l'esprit du cachot Soufflons nous-mêmes notre forge Battons le fer quand il est chaud \|: C'est la lutte finale Groupons-nous, et demain L'Internationale Sera le genre humain :\|            | Од силних нама нема дара Крвници су нам цар и бог! Ко трудом све на свету ствара Сам нек згази врага свог. Да нас злотвор тај више не дави, И мисао да не гуши мрак, Распиримо огањ у час прави, И наш нек кује чекић јак. \|: То ће бити последњи и Одлучни тешки бој, Интернационала Нек буде људски род! :\|     |
| Трећа строфа | |
| L'état comprime et la loi triche L'impôt saigne le malheureux Nul devoir ne s'impose au riche Le droit du pauvre est un mot creux C'est assez, languir en tutelle L'égalité veut d'autres lois Pas de droits sans devoirs dit-elle Egaux, pas de devoirs sans droits \|: C'est la lutte finale Groupons-nous, et demain L'Internationale Sera le genre humain :\|     | Наш закон власника сад штити, у руци силних крвав мач, Под њиме сиротиња пишти, Он јој ствара беду и плач. Сви ми бесмо досад бесправни, Једнакост нек је сад за нас, У праву постанимо равни, И себи само дајмо власт! \|: То ће бити последњи и Одлучни тешки бој, Интернационала Нек буде људски род! :\|        |
| Четврта строфа | |
| Hideux dans leur apothéose Les rois de la mine et du rail Ont-ils jamais fait autre chose Que dévaliser le travail Dans les coffres-forts de la bande Ce qu'il a créé s'est fondu En décrétant qu'on le lui rende Le peuple ne veut que son dû. \|: C'est la lutte finale Groupons-nous, et demain L'Internationale Sera le genre humain :\|                          | У бесу своме сав је ружан Тај краља новца гнусни сој, А свима дужан и предужан, Пљачка нам он труд и зној! Што наш рад нам створи и оснажи Отмицом туђ је залогај! Ал народ од њег сада тражи Да врати крвав зајам тај! \|: То ће бити последњи и Одлучни тешки бој, Интернационала Нек буде људски род! :\|        |
| Пета строфа | |
| Les rois nous saoulaient de fumées Paix entre nous, guerre aux tyrans Appliquons la grève aux armées Crosse en l'air, et rompons les rangs S'ils s'obstinent, ces cannibales A faire de nous des héros Ils sauront bientôt que nos balles Sont pour nos propres généraux \|: C'est la lutte finale Groupons-nous, et demain L'Internationale Sera le genre humain :\| | Нас варком лагали су силни, Нек мир је нама, њима бој! А војска, савезник обилни, Биће с нама уз свога свој. Освајачки ко у рат позива Да народ другом буде роб, Нек знаде: наша пушка жива И њему спрема црни гроб! \|: То ће бити последњи и Одлучни тешки бој, Интернационала Нек буде људски род! :\|           |
| Шеста строфа | |
| Ouvriers, paysans, nous sommes Le grand parti des travailleurs La terre n'appartient qu'aux hommes L'oisif ira loger ailleurs Combien, de nos chairs se repaissent Mais si les corbeaux, les vautours Un de ces matins disparaissent Le soleil brillera toujours. \|: C'est la lutte finale Groupons-nous, et demain L'Internationale Sera le genre humain :\|        | Свуд радник и сељак се буди, Високо носе црвен стег, А широм земље радни људи Силника ће нагнат' у бег. Што нам крв су вековима пиле Тих црних птица скрш'мо лет! Кад с лица земље све ишчиле, Под сунцем нек заблиста свијет! \|: То ће бити последњи и Одлучни тешки бој, Интернационала Нек буде људски род! :\| |